# Grand tour

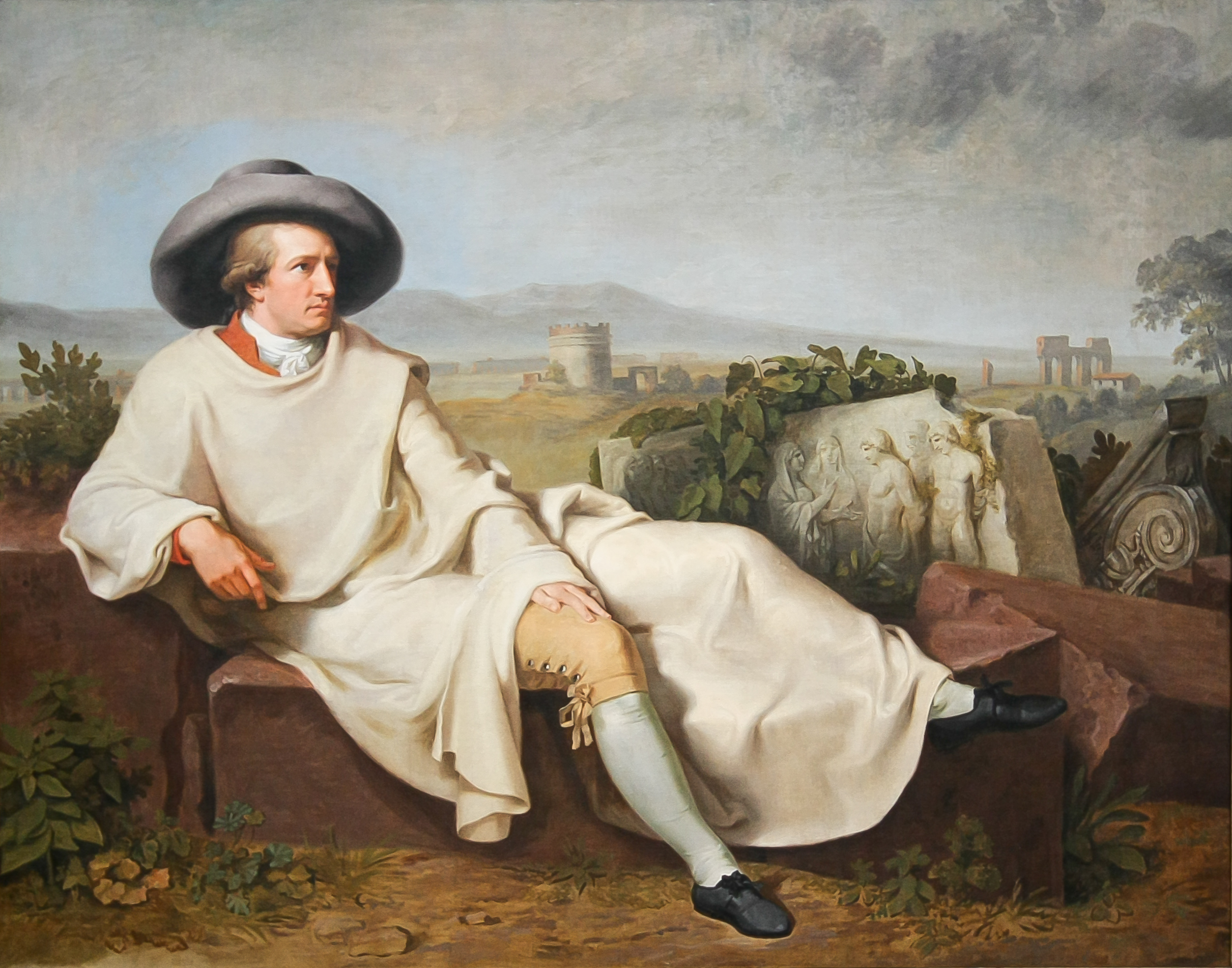
Goethe på Romerska campagnan i Italien, målning av Johann Heinrich Wilhelm Tischbein, 1787.

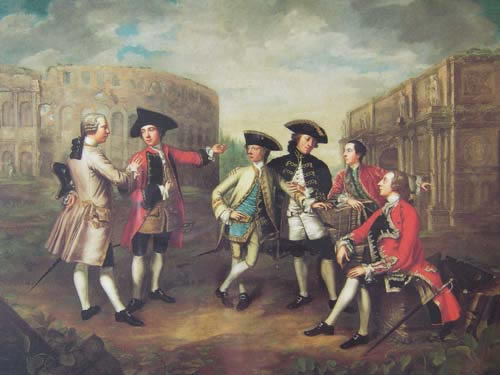
Brittiska kännare i Rom, målaning av James Russel, omkring 1750.

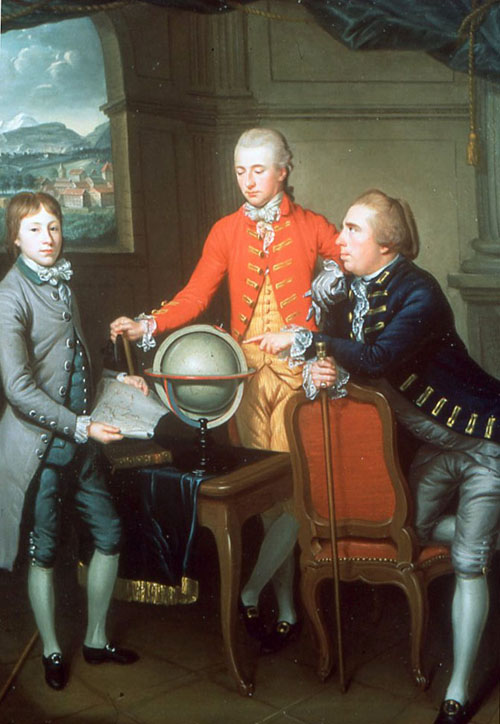
Porträtt av Douglas, 8:e hertigen av Hamilton, under dennes Grand tour med hans läkare John Moore och dennes son John. I bakgrunden en vy av Genèvesjön, där sällskapet stannade i två år. Målning av Jean Preudhomme, 1774.

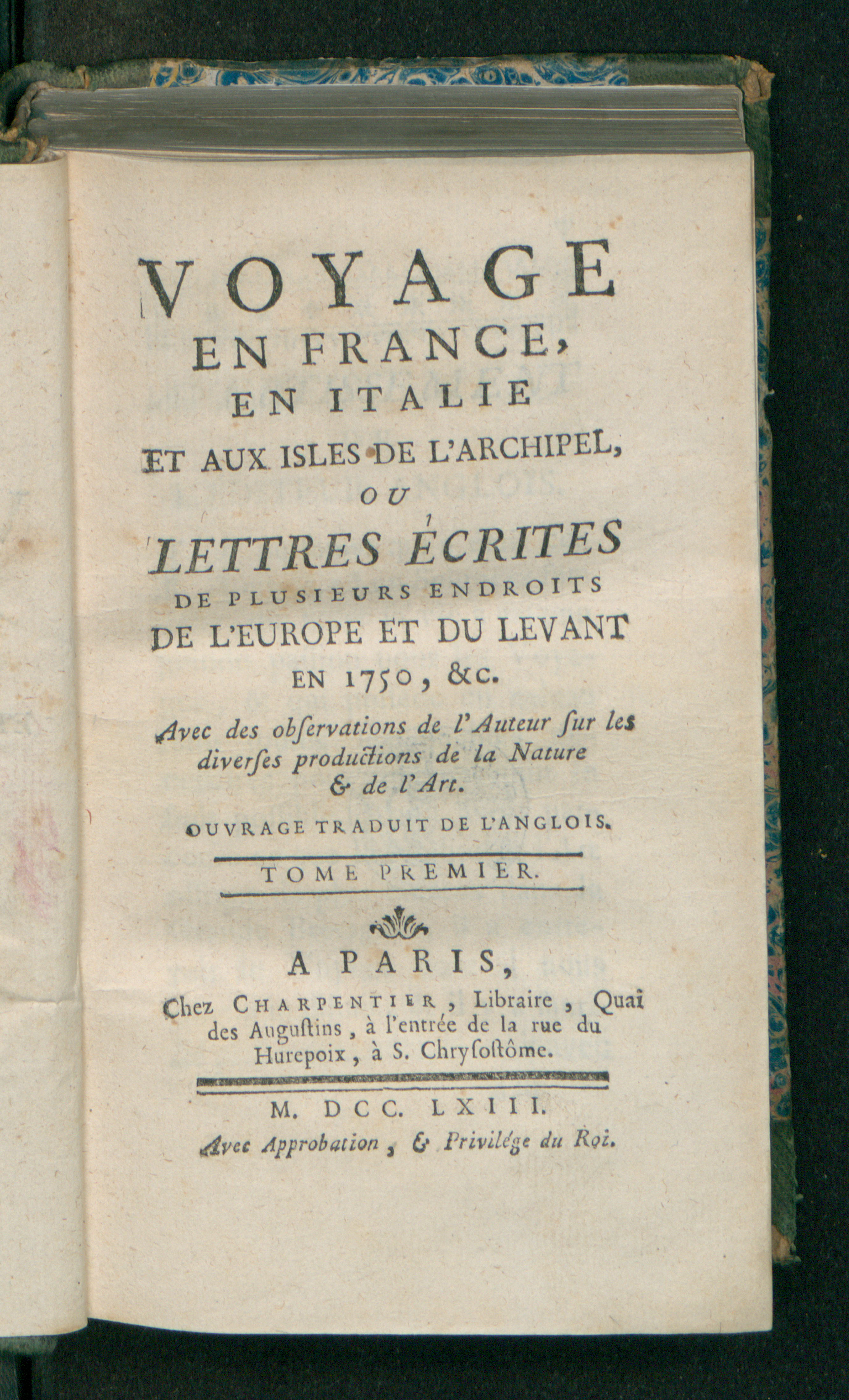
Brev från platser i Europa och Levanten, 1763.

Grand tour kallades internationellt den resa som förr avslutade utbildningen för framförallt adelns ungdomar. På svenska kallades fenomenet bildningsresa eller peregrination, ett ord som dock inte måste avse just denna typ av resa. På tyska är den vanligaste termen Kavalierstour. Grand tour-resorna gick till Europas historiska platser och förekom mellan 1500- och 1800-talet. En resa kunde pågå under flera år och kostade stora summor pengar.

## Bakgrund
Ända sedan 1200-talet hade svenskar rest utomlands för att söka högre utbildning, först till Sorbonne i Paris, senare till Prag och sedermera till olika lärosäten i Tyskland. I de fall adliga ynglingar studerade vid utländska universitet var det för att kvalificera sig för högre kyrkliga ämbeten, vilka också var tätt knutna till statsstyrelsen. I och med reformationen stängdes denna karriärväg, men Gustav Vasas och hans söners arbete med att etablera en statsorganisation av tidigmodern typ innebar att adeln fick nya skäl att skaffa sig boklig bildning, då den måste meritera sig för statstjänst i en alltmer komplex byråkrati. Därtill behövde adeln utbildning för att konkurrera med de ofrälse sekreterare, inte sällan av utländsk härkomst, som kungamakten gärna använde på framskjutna positioner. Mot sådan bakgrund etablerade den svenska adeln, liksom adeln i länder som Danmark, England, Nederländerna, Polen och Tyskland, vid 1500-talets mitt en delvis ny typ av resa avsedd att avsluta adelsynglingarnas förberedelser före inträdet i vuxenlivet. Denna resa kallades i svenska sammanhang oftast peregrination medan begreppet grand tour kom i bruk på kontinenten på 1600-talet.

## Resans syfte och innehåll
Den adliga peregrinationen syftade till att ge resenären olika färdigheter och erfarenheter. Besök vid utländska lärosäten betraktades som obligatoriska, särskilt som det svenska riket saknade ett fungerande universitet under 1500-talet. Att studier inte var allt markeras dock av att antalet adliga peregrinationer ökade ungefär samtidigt som verksamheten vid Uppsala universitet väcktes till liv och kraftigt förstärktes vid 1600-talets början. Ett skäl till ökningen var adelns behov av att ägna sig åt de så kallade exercitierna, det vill säga övningar i framförallt dans, fäktning och ridning, vilka vanligen organiserades i anslutning till universiteten samt på särskilda institutioner som ridakademier, till exempel i Paris. Ytterligare ett skäl var att adelsynglingarna måste skaffa sig vad riksdrots Per Brahe den äldre på 1580-talet benämnde ”landsförfarenhet”, nämligen insikter i kontinentens ekonomiska, kulturella, militära, politiska och sociala förhållanden. Sådant inhämtades via besök vid allmännyttiga inrättningar, handelshus, kyrkor, slagfält, hov, anslående byggnadsverk med mera och erfarenheterna därifrån fick betydelse för 1600-talets statsbyggnadsprocess vars målsättning var att, utöver en modernisering av statsapparaten, åstadkomma en förbättring av riket på alla plan så att landet kunde jämföras med kulturländerna på kontinenten.

## Resmål
I internationell bemärkelse kan sägas att grand touren blomstrade från omkring 1550 fram till 1800-talets mitt då ångbåtar och ångtåg ändrade förutsättningarna för allt resande. Viktiga destinationer på grand tour-resorna var metropoler som Amsterdam, Haag, Paris, Rom, Venedig och Wien samt, i takt med Englands växande betydelse som stormakt och handelsnation, London. Andra betydande resmål var städer med berömda universitet som Leiden, Heidelberg och Strasbourg och kulturella centra som Florens. Som själva namnet antyder fick grand tour betydelse för den moderna turismen, bland annat genom att guideböcker och reseskildringar blev egna och populära litterära genrer.